# Grand Funk Railroad
Grand Funk Railroad är ett amerikanskt rockband bildat i Flint, Michigan 1968. Namnet kommer från "Grand Trunk Western Railroad" som är en järnväg i Michigan.

## Historia
Sångaren och gitarristen Mark Farner och trummisen Don Brewer la grunden till bandet 1968. Kort därefter tillkom basisten Mel Schacher, som tidigare spelat med garagerock-bandet Question Mark & the Mysterians.
Gruppen upptäcktes av skivbolaget Capitol Records när de spelade på gratiskonserten Atlanta Pop Festival 1969 och tecknade ett skivkontrakt. Under några intensiva år både turnerade bandet flitigt och gav ut en rad album: On Time 1969, Grand Funk (även kallat The Red Album) 1969, Closer to Home 1970, Live Album 1970, Survival 1971 och E. Pluribus Funk 1971. Samtliga av dessa inspelningar producerades av Terry Knight med Kenneth Hamann som ljudtekniker.
Bandets tidiga sound, som var influerat av såväl Jimi Hendrix och Cream som amerikanska soul- och gospelartister, dominerades av ylande sång, primitivt gitarrspel, envetet hamrande trummor och en kraftigt distad fuzzbas. Produktionen var mycket enkel och inspelningar gjordes vanligen "live" i en tagning med få eller inga pålägg. Trots detta var gruppen mycket framgångsrik och uppges ha sålt fler skivor än någon annan artist i USA år 1970. Bland annat sålde man ut alla biljetter till klassiska Shea Stadium i New York på några få timmar, ett rekord som står sig än idag.
Efter kontraktsbråk och separation från managern Terry Knight kortade bandet ner sitt namn till bara Grand Funk. Man tog också med keyboardisten Craig Frost i bandet och bytte musikalisk inriktning till ett mer polerat, producerat sound. Man förlitade sig också på mer namnkunniga skivproducenter som till exempel Todd Rundgren, Jimmy Ienner och Frank Zappa. Album som gavs ut under denna period var Phoenix 1972, We're an American Band 1973, Shinin' On 1974, All the Girls in the World Beware 1974 och Born to Die 1976.
Även om man fick till flera höga listplaceringar i USA (bland annat två förstaplaceringar med "We're an American Band" och "The Loco-Motion") från dessa mer pop-orienterade album, så var bandets popularitet stadigt nedåtgående. Good Singin' Good Playing 1976 blev bandets sista album under 1970-talet, sedan lades bandet ner på obestämd tid.
Ett återföreningsförsök gjordes på 1980-talet med Mark Farner, Don Brewer och Dennis Bellinger på bas men de två albumen som gjordes, Grand Funk Lives 1981 och What's Funk? 1983, sålde dåligt och bandet lades ner ännu en gång.
Det skulle dröja ända till 1997 innan bandet återförenades igen, denna gång för en välgörenhetskonsert till förmån för de krigsdrabbade i Bosnien. Återföreningen gav mersmak, och Mark Farner, Don Brewer och Mel Schacher fortsatte att turnera under senare delen av 1990-talet, huvudsakligen i USA. Efter att Farner senare valt att återuppta sin solokarriär ersattes han 2000 av gitarristen Bruce Kulick (tidigare i KISS) och sångaren/gitarristen Max Carl Groental (tidigare i 38 Specials). Samtidigt tillkom keyboardisten Tim Cashion.

## Medlemmar
Nuvarande medlemmar
- Don Brewer – sång, trummor (1969–1976, 1981–1983, 1996–1998, 2000– )
- Mel Schacher – basgitarr (1969–1976, 1996–1998, 2000– )
- Max Carl – sång, rytmgitarr (2000– )
- Tim Cashion – keyboard, bakgrundssång (2000– )
- Bruce Kulick – sologitarr, bakgrundssång (2000– )

Tidigare medlemmar
- Mark Farner – sång, sologitarr, rytmgitarr, keyboard, munspel (1969–1976, 1981–1983, 1996–1998)
- Craig Frost – keyboard, bakgrundssång (1972–1976)
- Lance Ong – keyboard, synthesizer (1981–1982)
- Dennis Bellinger – basgitarr (1981–1983)
- Howard Eddy, Jr. – keyboard (1996–1998)

## Diskografi
Album
- 1969 – On Time
- 1969 – Grand Funk
- 1970 – Closer to Home
- 1971 – Survival
- 1971 – E Pluribus Funk
- 1972 – Phoenix
- 1973 – We're an American Band
- 1974 – Shinin' On
- 1974 – All the Girls in the World Beware!!!
- 1975 – Born to Die
- 1976 – Good Singin', Good Playin'
- 1981 – Grand Funk Lives
- 1983 – What's Funk?